# (14974) Počátky
(14974) Počátky, désignation internationale (14974) Pocatky, est un astéroïde de la ceinture principale.

## Description
(14974) Pocatky est un astéroïde de la ceinture principale. Il fut découvert le 22 septembre 1997 à l'Observatoire Kleť par Miloš Tichý. Il présente une orbite caractérisée par un demi-grand axe de 2,63 UA, une excentricité de 0,09 et une inclinaison de 3,9° par rapport à l'écliptique.

## Compléments